# Campeonato de Primera División 2016-17 (Argentina)
El Campeonato de Primera División 2016-17-Torneo de la Independencia fue la octogésima octava temporada y el centésimo trigésimo segundo torneo de la era profesional de la Primera División del fútbol argentino, organizada por la Asociación del Fútbol Argentino. Entregó a su vencedor la Copa AXION Energy, llamada así por motivos de patrocinio comercial.  
El formato del torneo fue nuevamente modificado con el objeto de adaptarlo al calendario europeo, por lo que comenzó el 26 de agosto de 2016. La primera etapa concluyó el 19 de diciembre y, originalmente, iba a recomenzar el 3 de febrero de 2017, pero con motivo de la crisis institucional de la AFA, que incluyó un paro de actividades por parte de los jugadores nucleados en Futbolistas Argentinos Agremiados, el campeonato se reanudó el 9 de marzo, tras una serie de reprogramaciones. Finalizó el 27 de junio.
Se disputó a una sola rueda, por el sistema de todos contra todos, con el agregado de una fecha especial de «clásicos». De esta manera, cada equipo jugó un total de 30 partidos.
El nuevo participante fue Talleres (C), campeón de la Primera B Nacional 2016, regresando a la máxima categoría luego de 12 años.
El campeón fue el Club Atlético Boca Juniors dirigido por Guillermo Barros Schelotto, que se consagró en la penúltima fecha, y obtuvo de esta manera su trigésimo segundo título de Primera División, vigésimo sexto de la era profesional. Disputó como tal la Supercopa Argentina 2017 con el ganador de la Copa Argentina 2016-17. 
Al final del certamen, se produjeron cuatro descensos por el sistema de promedios a la segunda división, la Primera B Nacional. Por otra parte, se definieron las clasificaciones a la Copa Libertadores 2018 y la Copa Sudamericana 2018.

## Ascensos y descensos
| Pos. | Equipo ascendido de la B Nacional 2016 |
| ---- | -------------------------------------- |
| 1.º  | Talleres (C)                           |

| Prom. | Equipo descendido en la temporada 2016 |
| ----- | -------------------------------------- |
| 30.º  | Argentinos Juniors                     |

## Sistema de disputa
El certamen se disputó en una sola rueda de todos contra todos. Además, los equipos fueron agrupados por parejas, en su mayoría determinadas por las rivalidades clásicas, y se repitieron los respectivos enfrentamientos en la 24.ª fecha, en la que cambió la localía con respecto al encuentro a disputarse en el transcurso del torneo. De esta manera, se jugó un total de 30 fechas. 
Por su parte, los cupos a las competencias internacionales se definieron mediante la ubicación de los equipos en la tabla final de posiciones.

## Equipos participantes
| Equipo              | Ciudad                | Estadio                            | Capacidad |
| ------------------- | --------------------- | ---------------------------------- | --------- |
| Aldosivi            | Mar del Plata         | José María Minella                 | 35 350    |
| Arsenal             | Sarandí               | Julio Humberto Grondona            | 16 300    |
| Atlético de Rafaela | Rafaela               | Nuevo Monumental                   | 16 000    |
| Atlético Tucumán    | San Miguel de Tucumán | Monumental José Fierro             | 35 200    |
| Banfield            | Banfield              | Florencio Sola                     | 34 900    |
| Belgrano            | Córdoba               | Mario Alberto Kempes               | 57 000    |
| Boca Juniors        | Buenos Aires          | Alberto J. Armando                 | 49 000    |
| Colón               | Santa Fe              | Brigadier General Estanislao López | 40 000    |
| Defensa y Justicia  | Gobernador Costa      | Norberto Tomaghello                | 20 000    |
| Estudiantes         | La Plata              | Ciudad de La Plata                 | 53 000    |
| Gimnasia y Esgrima  | La Plata              | Juan Carmelo Zerillo               | 21 500    |
| Godoy Cruz          | Mendoza               | Malvinas Argentinas                | 40 270    |
| Huracán             | Buenos Aires          | Tomás Adolfo Ducó                  | 48 314    |
| Independiente       | Avellaneda            | Libertadores de América            | 45 562    |
| Lanús               | Lanús                 | Ciudad de Lanús-Néstor Díaz Pérez  | 47 027    |
| Newell's Old Boys   | Rosario               | Marcelo Bielsa                     | 42 000    |
| Olimpo              | Bahía Blanca          | Roberto Natalio Carminatti         | 20 000    |
| Patronato           | Paraná                | Presbítero Bartolomé Grella        | 23 500    |
| Quilmes             | Quilmes               | Centenario Ciudad de Quilmes       | 30 200    |
| Racing Club         | Avellaneda            | Presidente Perón                   | 50 000    |
| River Plate         | Buenos Aires          | Antonio Vespucio Liberti           | 61 688    |
| Rosario Central     | Rosario               | Gigante de Arroyito                | 41 465    |
| San Lorenzo         | Buenos Aires          | Pedro Bidegain                     | 43 490    |
| San Martín          | San Juan              | Ingeniero Hilario Sánchez          | 19 000    |
| Sarmiento           | Junín                 | Eva Perón                          | 22 000    |
| Talleres            | Córdoba               | Mario Alberto Kempes               | 57 000    |
| Temperley           | Turdera               | Alfredo Beranger                   | 25 500    |
| Tigre               | Victoria              | José Dellagiovanna                 | 26 282    |
| Unión               | Santa Fe              | 15 de Abril                        | 26 000    |
| Vélez Sarsfield     | Buenos Aires          | José Amalfitani                    | 49 540    |

### Distribución geográfica de los equipos
| Región                                   | Cant. | Equipos                                                                                              |
| ---------------------------------------- | ----- | --- |
| Conurbano bonaerense                     | 9     | Arsenal, Banfield, Defensa y Justicia, Independiente, Lanús, Quilmes, Racing Club, Temperley y Tigre |
| Ciudad de Buenos Aires                   | 5     | Boca Juniors, Huracán, River Plate, San Lorenzo y Vélez Sarsfield                                    |
| Provincia de Santa Fe                    | 5     | Atlético de Rafaela, Colón, Newell's Old Boys, Rosario Central y Unión                               |
| Interior de la provincia de Buenos Aires | 3     | Aldosivi, Olimpo y Sarmiento                                                                         |
| Ciudad de La Plata                       | 2     | Estudiantes y Gimnasia y Esgrima                                                                     |
| Provincia de Córdoba                     | 2     | Belgrano y Talleres                                                                                  |
| Provincia de Entre Ríos                  | 1     | Patronato                                                                                            |
| Provincia de Mendoza                     | 1     | Godoy Cruz                                                                                           |
| Provincia de San Juan                    | 1     | San Martín                                                                                           |
| Provincia de Tucumán                     | 1     | Atlético Tucumán                                                                                     |

## Tabla de posiciones final
| Pos. | Equipo                  | Pts. | PJ | PG | PE | PP | GF | GC | Dif. |
| ---- | ----------------------- | ---- | -- | -- | -- | -- | -- | -- | ---- |
| 1.º  | Boca Juniors            | 63   | 30 | 18 | 9  | 3  | 62 | 25 | 37   |
| 2.º  | River Plate             | 56   | 30 | 16 | 8  | 6  | 51 | 28 | 23   |
| 3.º  | Estudiantes (LP)        | 56   | 30 | 16 | 8  | 6  | 46 | 26 | 20   |
| 4.º  | Racing Club             | 55   | 30 | 17 | 4  | 9  | 51 | 40 | 11   |
| 5.º  | Banfield                | 54   | 30 | 17 | 3  | 10 | 42 | 35 | 7    |
| 6.º  | Independiente           | 53   | 30 | 14 | 11 | 5  | 39 | 23 | 16   |
| 7.º  | San Lorenzo             | 53   | 30 | 16 | 5  | 9  | 46 | 35 | 11   |
| 8.º  | Lanús                   | 50   | 30 | 14 | 8  | 8  | 36 | 25 | 11   |
| 9.º  | Newell's Old Boys       | 49   | 30 | 14 | 7  | 9  | 40 | 30 | 10   |
| 10.º | Defensa y Justicia      | 49   | 30 | 14 | 7  | 9  | 31 | 23 | 8    |
| 11.º | Colón                   | 49   | 30 | 14 | 7  | 9  | 32 | 25 | 7    |
| 12.º | Rosario Central         | 44   | 30 | 11 | 11 | 8  | 40 | 31 | 9    |
| 13.º | Gimnasia y Esgrima (LP) | 43   | 30 | 12 | 7  | 11 | 26 | 24 | 2    |
| 14.º | Godoy Cruz              | 43   | 30 | 13 | 4  | 13 | 34 | 34 | 0    |
| 15.º | Talleres                | 42   | 30 | 11 | 9  | 10 | 35 | 30 | 5    |
| 16.º | Olimpo                  | 38   | 30 | 9  | 11 | 10 | 37 | 32 | 5    |
| 17.º | Atlético de Rafaela     | 37   | 30 | 10 | 7  | 13 | 31 | 30 | 1    |
| 18.º | Temperley               | 37   | 30 | 10 | 7  | 13 | 30 | 38 | −8   |
| 19.º | Vélez Sarsfield         | 37   | 30 | 10 | 7  | 13 | 31 | 40 | −9   |
| 20.º | Patronato               | 34   | 30 | 8  | 10 | 12 | 30 | 40 | −10  |
| 21.º | Atlético Tucumán        | 33   | 30 | 8  | 9  | 13 | 34 | 40 | −6   |
| 22.º | San Martín (SJ)         | 33   | 30 | 7  | 12 | 11 | 27 | 40 | −13  |
| 23.º | Unión                   | 32   | 30 | 8  | 8  | 14 | 25 | 39 | −14  |
| 24.º | Tigre                   | 31   | 30 | 8  | 7  | 15 | 33 | 43 | −10  |
| 25.º | Huracán                 | 29   | 30 | 6  | 11 | 13 | 23 | 30 | −7   |
| 26.º | Sarmiento (J)           | 28   | 30 | 7  | 7  | 16 | 31 | 51 | −20  |
| 27.º | Arsenal                 | 27   | 30 | 7  | 6  | 17 | 27 | 50 | −23  |
| 28.º | Belgrano                | 26   | 30 | 5  | 11 | 14 | 21 | 34 | −13  |
| 29.º | Quilmes                 | 25   | 30 | 6  | 7  | 17 | 18 | 43 | −25  |
| 30.º | Aldosivi                | 25   | 30 | 5  | 10 | 15 | 15 | 40 | −25  |

|  | Campeón. Clasificó a la fase de grupos de la Copa Libertadores 2018. |
|  | Clasificados a la fase de grupos de la Copa Libertadores 2018.       |
|  | Clasificado a la fase 2 de la Copa Libertadores 2018.                |
|  | Clasificados a la Copa Sudamericana 2018.                            |

| 1. 2. |

### Evolución de las posiciones
| Equipo / Fecha          | 1    | 2    | 3    | 4    | 5    | 6    | 7    | 8    | 9    | 10   | 11   | 12   | 13   | 14   | 15   | 16   | 17   | 18   | 19   | 20   | 21   | 22   | 23   | 24   | 25   | 26   | 27   | 28   | 29   | 30   |
| ----------------------- | ---- | ---- | ---- | ---- | ---- | ---- | ---- | ---- | ---- | ---- | ---- | ---- | ---- | ---- | ---- | ---- | ---- | ---- | ---- | ---- | ---- | ---- | ---- | ---- | ---- | ---- | ---- | ---- | ---- | ---- |
| Aldosivi                | 27.º | 23.º | 27.º | 29.º | 22.º | 23.º | 27.º | 28.º | 27.º | 29.º | 29.º | 28.º | 28.º | 26.º | 24.º | 25.º | 20.º | 23.º | 25.º | 26.º | 27.º | 28.º | 28.º | 28.º | 26.º | 26.º | 27.º | 27.º | 27.º | 30.º |
| Arsenal                 | 19.º | 28.º | 26.º | 26.º | 29.º | 30.º | 30.º | 30.º | 30.º | 30.º | 30.º | 30.º | 30.º | 30.º | 30.º | 30.º | 30.º | 30.º | 30.º | 30.º | 30.º | 30.º | 30.º | 30.º | 30.º | 30.º | 28.º | 29.º | 30.º | 27.º |
| Atlético de Rafaela     | 19.º | 14.º | 10.º | 10.º | 12.º | 9.º  | 11.º | 19.º | 18.º | 21.º | 17.º | 18.º | 21.º | 18.º | 20.º | 17.º | 18.º | 19.º | 18.º | 19.º | 20.º | 17.º | 15.º | 15.º | 16.º | 16.º | 16.º | 16.º | 16.º | 17.º |
| Atlético Tucumán        | 5.º  | 3.º  | 9.º  | 12.º | 17.º | 11.º | 12.º | 17.º | 17.º | 20.º | 21.º | 17.º | 14.º | 13.º | 10.º | 12.º | 12.º | 13.º | 15.º | 14.º | 14.º | 16.º | 16.º | 18.º | 17.º | 17.º | 22.º | 22.º | 21.º | 21.º |
| Banfield                | 29.º | 26.º | 16.º | 16.º | 11.º | 14.º | 10.º | 12.º | 15.º | 13.º | 9.º  | 7.º  | 6.º  | 5.º  | 5.º  | 5.º  | 5.º  | 9.º  | 7.º  | 9.º  | 8.º  | 8.º  | 7.º  | 5.º  | 5.º  | 4.º  | 3.º  | 2.º  | 3.º  | 5.º  |
| Belgrano                | 19.º | 29.º | 29.º | 18.º | 20.º | 21.º | 28.º | 26.º | 26.º | 28.º | 28.º | 27.º | 27.º | 29.º | 29.º | 29.º | 29.º | 29.º | 29.º | 29.º | 29.º | 29.º | 29.º | 29.º | 29.º | 28.º | 30.º | 30.º | 29.º | 28.º |
| Boca Juniors            | 19.º | 12.º | 12.º | 8.º  | 8.º  | 4.º  | 7.º  | 3.°  | 2.º  | 4.º  | 3.º  | 2.º  | 1.º  | 1.º  | 1.º  | 1.º  | 1.º  | 1.º  | 1.º  | 1.º  | 1.º  | 1.º  | 1.º  | 1.º  | 1.º  | 1.º  | 1.º  | 1.º  | 1.º  | 1.º  |
| Colón                   | 3.º  | 9.º  | 5.º  | 7.º  | 7.º  | 7.º  | 9.º  | 8.º  | 6.º  | 7.º  | 10.º | 8.º  | 10.º | 12.º | 14.º | 10.º | 9.º  | 8.º  | 6.º  | 6.º  | 6.º  | 3.º  | 4.º  | 7.º  | 8.º  | 9.º  | 10.º | 9.º  | 10.º | 11.º |
| Defensa y Justicia      | 17.º | 23.º | 24.º | 22.º | 25.º | 20.º | 26.º | 25.º | 24.º | 27.º | 27.º | 23.º | 22.º | 19.º | 16.º | 18.º | 19.º | 22.º | 21.º | 17.º | 15.º | 14.º | 14.º | 14.º | 13.º | 13.º | 13.º | 11.º | 11.º | 10.º |
| Estudiantes (LP)        | 2.º  | 2.º  | 1.º  | 1.º  | 1.º  | 1.º  | 1.º  | 1.º  | 1.º  | 1.º  | 1.º  | 1.º  | 2.º  | 4.º  | 4.º  | 4.º  | 4.º  | 3.º  | 3.º  | 3.º  | 3.º  | 4.º  | 8.º  | 6.º  | 7.º  | 5.º  | 7.º  | 4.º  | 4.º  | 3.º  |
| Gimnasia y Esgrima (LP) | 3.º  | 4.º  | 8.º  | 9.º  | 10.º | 13.º | 8.º  | 10.º | 14.º | 17.º | 18.º | 19.º | 20.º | 16.º | 12.º | 9.º  | 8.º  | 7.º  | 8.º  | 7.º  | 10.º | 11.º | 12.º | 13.º | 14.º | 15.º | 14.º | 14.º | 13.º | 13.º |
| Godoy Cruz              | 5.º  | 17.º | 17.º | 20.º | 14.º | 17.º | 13.º | 9.º  | 13.º | 12.º | 11.º | 15.º | 16.º | 20.º | 17.º | 15°  | 15.º | 16.º | 17.º | 16.º | 17.º | 19.º | 17.º | 16.º | 15.º | 14.º | 15.º | 15.º | 15.º | 14.º |
| Huracán                 | 19.º | 18.º | 20.º | 21.º | 15.º | 18.º | 22.º | 23.º | 25.º | 26.º | 26.º | 29.º | 29.º | 28.º | 27.º | 24.º | 25.º | 25.º | 23.º | 24.º | 23.º | 25.º | 24.º | 24.º | 25.º | 24.º | 24.º | 24.º | 25.º | 25.º |
| Independiente           | 5.º  | 4.º  | 4.º  | 6.º  | 5.º  | 8.º  | 6.º  | 6.º  | 8.º  | 10.º | 15.º | 12.º | 7.º  | 9.º  | 11.º | 13.º | 13.º | 14.º | 12.º | 10.º | 9.º  | 9.º  | 9.º  | 9.º  | 6.º  | 7.º  | 6.º  | 6.º  | 5.º  | 6.º  |
| Lanús                   | 5.º  | 10.º | 15.º | 15.º | 16.º | 10.º | 14.º | 14.º | 10.º | 9.º  | 7.º  | 5.º  | 4.º  | 6.º  | 6.º  | 7.º  | 11.º | 10.º | 11.º | 12.º | 13.º | 13.º | 10.º | 11.º | 11.º | 10.º | 9.º  | 10.º | 9.º  | 8.º  |
| Newell's Old Boys       | 5.º  | 6.º  | 6.º  | 2.º  | 5.º  | 3.º  | 2.º  | 2.º  | 4.º  | 3.º  | 2.º  | 4.º  | 5.º  | 2.º  | 3.º  | 2.º  | 3.º  | 2.º  | 2.º  | 2.º  | 2.º  | 2.º  | 2.º  | 4.º  | 4.º  | 3.º  | 5.º  | 5.º  | 8.º  | 9.º  |
| Olimpo                  | 19.º | 21.º | 22.º | 13.º | 18.º | 26.º | 23.º | 21.º | 20.º | 19.º | 20.º | 22.º | 19.º | 23.º | 22.º | 19.º | 21.º | 20.º | 20.º | 21.º | 19.º | 22.º | 23.º | 20.º | 18.º | 18.º | 17.º | 19.º | 19.º | 16.º |
| Patronato               | 19.º | 27.º | 30.º | 30.º | 30.º | 28.º | 21.º | 16.º | 22.º | 16.º | 13.º | 14.º | 13.º | 17.º | 13.º | 16.º | 16.º | 15.º | 16.º | 18.º | 21.º | 20.º | 20.º | 22.º | 22.º | 23.º | 23.º | 23.º | 20.º | 20.º |
| Quilmes                 | 19.º | 18.º | 20.º | 27.º | 21.º | 22.º | 16.º | 18.º | 12.º | 11.º | 16.º | 16.º | 18.º | 14.º | 18.º | 21.º | 23.º | 27.º | 27.º | 27.º | 28.º | 24.º | 26.º | 27.º | 28.º | 27.º | 29.º | 28.º | 28.º | 29.º |
| Racing Club             | 15.º | 8.º  | 11.º | 3.º  | 3.º  | 6.º  | 4.º  | 7.º  | 5.º  | 5.º  | 4.º  | 6.º  | 8.º  | 10.º | 7.º  | 8.º  | 7.º  | 6.º  | 9.º  | 6.º  | 4.º  | 7.º  | 6.º  | 8.º  | 9.º  | 8.º  | 8.º  | 8.º  | 7.º  | 4.º  |
| River Plate             | 1.º  | 1.º  | 2.º  | 4.º  | 2.º  | 5.º  | 3.º  | 4.º  | 7.º  | 8.º  | 6.º  | 9.º  | 11.º | 7.º  | 8.º  | 6.º  | 6.º  | 5.º  | 5.º  | 4.º  | 5.º  | 6.º  | 5.º  | 3.º  | 2.º  | 2.º  | 2.º  | 3.º  | 2.º  | 2.º  |
| Rosario Central         | 17.º | 23.º | 17.º | 17.º | 9.º  | 12.º | 17.º | 20.º | 19.º | 18.º | 19.º | 21.º | 26.º | 22.º | 26.º | 22.º | 17.º | 17.º | 14.º | 13.º | 12.º | 10.º | 11.º | 10.º | 10.º | 11.º | 11.º | 12.º | 12.º | 12.º |
| San Lorenzo             | 13.º | 7.º  | 3.º  | 5.º  | 4.º  | 2.º  | 5.º  | 5.º  | 3.º  | 2.º  | 5.º  | 3.º  | 3.º  | 3.º  | 2.º  | 3.º  | 2.º  | 4.º  | 4.º  | 5.º  | 7.º  | 5.º  | 3.º  | 2.º  | 3.º  | 6.º  | 4.º  | 7.º  | 6.º  | 7.º  |
| San Martín (SJ)         | 13.º | 22.º | 23.º | 23.º | 24.º | 29.º | 25.º | 24.º | 21.º | 22.º | 23.º | 24.º | 23.º | 25.º | 28.º | 28.º | 28.º | 28.º | 28.º | 28.º | 26.º | 23.º | 21.º | 23.º | 23.º | 21.º | 20.º | 21.º | 23.º | 22.º |
| Sarmiento (J)           | 5.º  | 14.º | 13.º | 14.º | 19.º | 27.º | 24.º | 27.º | 28.º | 23.º | 22.º | 20.º | 17.º | 21.º | 23.º | 20.º | 22.º | 21.º | 24.º | 25.º | 24.º | 27.º | 27.º | 26.º | 27.º | 29.º | 26.º | 26.º | 26.º | 26.º |
| Talleres                | 15.º | 18.º | 25.º | 25.º | 28.º | 25.º | 18.º | 11.º | 9.º  | 6.º  | 8.º  | 10.º | 9.º  | 11.º | 15.º | 11.º | 12.º | 11.º | 10.º | 11.º | 11.º | 12.º | 13.º | 12.º | 12.º | 12.º | 12.º | 13.º | 14.º | 15.º |
| Temperley               | 5.º  | 14.º | 13.º | 19.º | 23.º | 16.º | 20.º | 22.º | 23.º | 24.º | 25.º | 26.º | 25.º | 27.º | 25.º | 27.º | 27.º | 24.º | 22.º | 23.º | 22.º | 18.º | 19.º | 21.º | 19.º | 19.º | 18.º | 17.º | 17.º | 18.º |
| Tigre                   | 30.º | 29.º | 27.º | 28.º | 26.º | 19.º | 15.º | 15.º | 11.º | 15.º | 12.º | 13.º | 15.º | 15.º | 19.º | 23.º | 24.º | 18.º | 19.º | 22.º | 25.º | 26.º | 25.º | 25.º | 24.º | 25.º | 25.º | 25.º | 24.º | 24.º |
| Unión                   | 5.º  | 10.º | 7.º  | 11.º | 13.º | 15.º | 19.º | 13.º | 16.º | 14.º | 14.º | 11.º | 12.º | 8.º  | 9.º  | 14.º | 14.º | 12.º | 13.º | 15.º | 16.º | 15.º | 18.º | 17.º | 20.º | 20.º | 19.º | 20.º | 22.º | 23.º |
| Vélez Sarsfield         | 27.º | 13.º | 19.º | 24.º | 27.º | 24.º | 29.º | 29.º | 29.º | 25.º | 24.º | 25.º | 24.º | 24.º | 21.º | 26.º | 26.º | 26.º | 26.º | 20.º | 18.º | 21.º | 22.º | 19.º | 21.º | 22.º | 21.º | 18.º | 18.º | 19.º |

| 1. 2. 3. 4. 5. |

## Tabla de descenso
Para su confección se tomaron en cuenta las campañas de las últimas cuatro temporadas.
| Pos. | Equipo                  | Promedio | 2014 | 2015 | 2016 | 2016-17 | Total | PJ |
| ---- | ----------------------- | -------- | ---- | ---- | ---- | ------- | ----- | -- |
| 1.º  | Boca Juniors            | 1,873    | 31   | 64   | 20   | 66      | 181   | 95 |
| 2.º  | Racing Club             | 1,863    | 41   | 57   | 24   | 55      | 177   | 95 |
| 3.º  | San Lorenzo             | 1,831    | 26   | 61   | 34   | 53      | 174   | 95 |
| 4.º  | Estudiantes (LP)        | 1,789    | 31   | 51   | 32   | 56      | 170   | 95 |
| 5.º  | Independiente           | 1,757    | 33   | 54   | 27   | 53      | 167   | 95 |
| 6.º  | Lanús                   | 1,736    | 35   | 42   | 38   | 50      | 165   | 95 |
| 7.º  | River Plate             | 1,705    | 39   | 49   | 18   | 56      | 162   | 95 |
| 8.º  | Rosario Central         | 1,515    | 21   | 59   | 20   | 44      | 144   | 95 |
| 9.º  | Banfield                | 1,463    | 20   | 50   | 15   | 54      | 139   | 95 |
| 10.º | Gimnasia y Esgrima (LP) | 1,431    | 24   | 44   | 25   | 43      | 136   | 95 |
| 11.º | Talleres                | 1,400    | –    | –    | –    | 42      | 42    | 30 |
| 12.º | Atlético Tucumán        | 1,369    | –    | –    | 30   | 33      | 63    | 46 |
| 13.º | Newell's Old Boys       | 1,368    | 25   | 40   | 16   | 49      | 130   | 95 |
| 14.º | Godoy Cruz              | 1,357    | 21   | 32   | 33   | 43      | 129   | 95 |
| 15.º | Defensa y Justicia      | 1,326    | 20   | 32   | 25   | 49      | 126   | 95 |
| 16.º | Colón                   | 1,315    | –    | 34   | 17   | 49      | 100   | 76 |
| 17.º | Tigre                   | 1,294    | 26   | 46   | 20   | 31      | 123   | 95 |
| 18.º | Unión                   | 1,250    | –    | 41   | 22   | 32      | 95    | 76 |
| 19.º | Belgrano                | 1,242    | 25   | 51   | 16   | 26      | 118   | 95 |
| 20.º | San Martín (SJ)         | 1,223    | –    | 37   | 23   | 33      | 93    | 76 |
| 21.º | Vélez Sarsfield         | 1,210    | 25   | 29   | 24   | 37      | 115   | 95 |
| 22.º | Patronato               | 1,173    | –    | –    | 20   | 34      | 54    | 46 |
| 23.º | Arsenal                 | 1,126    | 26   | 27   | 27   | 27      | 107   | 95 |
| 24.º | Olimpo                  | 1,115    | 19   | 36   | 13   | 38      | 106   | 95 |
| 25.º | Huracán                 | 1,105    | –    | 30   | 25   | 29      | 84    | 76 |
| 26.º | Temperley               | 1,092    | –    | 30   | 16   | 37      | 83    | 76 |
| 27.º | Aldosivi                | 1,078    | –    | 40   | 17   | 25      | 82    | 76 |
| 28.º | Quilmes                 | 1,021    | 12   | 45   | 15   | 25      | 97    | 95 |
| 29.º | Atlético de Rafaela     | 0,989    | 25   | 23   | 9    | 37      | 94    | 95 |
| 30.º | Sarmiento (J)           | 0,986    | –    | 30   | 17   | 28      | 75    | 76 |

|  | Descendieron a la Primera B Nacional. |

|  |

## Resultados
| Fecha 1                 | Fecha 1   | Fecha 1             | Fecha 1                | Fecha 1      | Fecha 1 |
| Local                   | Resultado | Visitante           | Estadio                | Fecha        | Hora    |
| ----------------------- | --------- | ------------------- | ---------------------- | ------------ | ------- |
| Sarmiento (J)           | 1 - 0     | Arsenal             | Eva Perón              | 26 de agosto | 19:00   |
| Godoy Cruz              | 1 - 0     | Huracán             | Malvinas Argentinas    | 26 de agosto | 21:15   |
| Gimnasia y Esgrima (LP) | 2 - 0     | Vélez Sarsfield     | Del Bosque             | 27 de agosto | 14:00   |
| Rosario Central         | 0 - 0     | Defensa y Justicia  | Gigante de Arroyito    | 27 de agosto | 16:00   |
| Racing Club             | 1 - 1     | Talleres (C)        | El Cilindro            | 27 de agosto | 18:00   |
| Atlético Tucumán        | 1 - 0     | Atlético de Rafaela | Monumental José Fierro | 27 de agosto | 19:00   |
| San Lorenzo             | 2 - 2     | San Martín (SJ)     | Nuevo Gasómetro        | 27 de agosto | 20:00   |
| Tigre                   | 0 - 3     | Estudiantes (LP)    | Monumental de Victoria | 28 de agosto | 14:00   |
| Quilmes                 | 0 - 1     | Newell's Old Boys   | Centenario             | 28 de agosto | 14:10   |
| Belgrano                | 0 - 1     | Independiente       | Mario Alberto Kempes   | 28 de agosto | 16:00   |
| Unión                   | 1 - 0     | Olimpo              | 15 de Abril            | 28 de agosto | 16:15   |
| River Plate             | 4 - 1     | Banfield            | Monumental             | 28 de agosto | 18:00   |
| Lanús                   | 1 - 0     | Boca Juniors        | Ciudad de Lanús        | 28 de agosto | 20:00   |
| Aldosivi                | 0 - 2     | Colón               | José María Minella     | 29 de agosto | 19:00   |
| Temperley               | 1 - 0     | Patronato           | Alfredo Beranger       | 29 de agosto | 21:15   |

| Fecha 2             | Fecha 2   | Fecha 2                 | Fecha 2                     | Fecha 2          | Fecha 2 |
| Local               | Resultado | Visitante               | Estadio                     | Fecha            | Hora    |
| ------------------- | --------- | ----------------------- | --------------------------- | ---------------- | ------- |
| Patronato           | 0 - 1     | Gimnasia y Esgrima (LP) | Presbítero Bartolomé Grella | 9 de septiembre  | 19:00   |
| Huracán             | 1 - 1     | Quilmes                 | Tomás A. Ducó               | 9 de septiembre  | 21:15   |
| Olimpo              | 0 - 0     | Lanús                   | Roberto N. Carminatti       | 10 de septiembre | 14:00   |
| Banfield            | 0 - 0     | Colón                   | Florencio Sola              | 10 de septiembre | 14:45   |
| San Martín (SJ)     | 0 - 2     | Racing Club             | Ingeniero Hilario Sánchez   | 10 de septiembre | 16:00   |
| Unión               | 0 - 0     | Aldosivi                | 15 de Abril                 | 10 de septiembre | 17:00   |
| Defensa y Justicia  | 0 - 2     | San Lorenzo             | Norberto Tomaghello         | 10 de septiembre | 18:00   |
| Independiente       | 2 - 0     | Godoy Cruz              | Libertadores de América     | 10 de septiembre | 20:00   |
| Newell's Old Boys   | 1 - 0     | Tigre                   | Marcelo Bielsa              | 11 de septiembre | 14:00   |
| Vélez Sarsfield     | 2 - 0     | Rosario Central         | José Amalfitani             | 11 de septiembre | 16:00   |
| Estudiantes (LP)    | 1 - 0     | Sarmiento (J)           | Ciudad de La Plata          | 11 de septiembre | 16:15   |
| Boca Juniors        | 3 - 0     | Belgrano                | La Bombonera                | 11 de septiembre | 18:00   |
| Talleres (C)        | 0 - 1     | River Plate             | Mario Alberto Kempes        | 11 de septiembre | 20:00   |
| Arsenal             | 1 - 3     | Atlético Tucumán        | El Viaducto                 | 12 de septiembre | 19:00   |
| Atlético de Rafaela | 1 - 0     | Temperley               | Nuevo Monumental            | 12 de septiembre | 21:15   |

| Fecha 3                 | Fecha 3   | Fecha 3             | Fecha 3                    | Fecha 3          | Fecha 3 |
| Local                   | Resultado | Visitante           | Estadio                    | Fecha            | Hora    |
| ----------------------- | --------- | ------------------- | -------------------------- | ---------------- | ------- |
| Colón                   | 1 - 0     | Talleres (C)        | Brigadier Estanislao López | 16 de septiembre | 21:15   |
| Lanús                   | 0 - 1     | Unión               | Ciudad de Lanús            | 17 de septiembre | 14:00   |
| San Lorenzo             | 2 - 1     | Vélez Sarsfield     | Nuevo Gasómetro            | 17 de septiembre | 16:00   |
| Rosario Central         | 2 - 1     | Patronato           | Gigante de Arroyito        | 17 de septiembre | 16:15   |
| Aldosivi                | 1 - 3     | Banfield            | José María Minella         | 17 de septiembre | 17:00   |
| Quilmes                 | 1 - 1     | Independiente       | Centenario                 | 17 de septiembre | 18:00   |
| Sarmiento (J)           | 1 - 1     | Newell's Old Boys   | Eva Perón                  | 17 de septiembre | 20:15   |
| Atlético Tucumán        | 0 - 2     | Estudiantes (LP)    | Monumental José Fierro     | 18 de septiembre | 14:00   |
| Temperley               | 1 - 1     | Arsenal             | Alfredo Beranger           | 18 de septiembre | 14:15   |
| Godoy Cruz              | 1 - 1     | Boca Juniors        | Malvinas Argentinas        | 18 de septiembre | 16:00   |
| Belgrano                | 0 - 0     | Olimpo              | Mario Alberto Kempes       | 18 de septiembre | 16:00   |
| River Plate             | 1 - 1     | San Martín (SJ)     | Monumental                 | 18 de septiembre | 18:00   |
| Racing Club             | 1 - 1     | Defensa y Justicia  | El Cilindro                | 18 de septiembre | 20:00   |
| Tigre                   | 1 - 1     | Huracán             | Monumental de Victoria     | 19 de septiembre | 19:00   |
| Gimnasia y Esgrima (LP) | 0 - 1     | Atlético de Rafaela | Del Bosque                 | 19 de septiembre | 21:15   |

| Fecha 4             | Fecha 4   | Fecha 4                 | Fecha 4                     | Fecha 4          | Fecha 4 |
| Local               | Resultado | Visitante               | Estadio                     | Fecha            | Hora    |
| ------------------- | --------- | ----------------------- | --------------------------- | ---------------- | ------- |
| Olimpo              | 3 - 0     | Godoy Cruz              | Roberto N. Carminatti       | 23 de septiembre | 21:15   |
| Newell's Old Boys   | 3 - 1     | Atlético Tucumán        | Marcelo Bielsa              | 24 de septiembre | 14:00   |
| Atlético de Rafaela | 0 - 0     | Rosario Central         | Nuevo Monumental            | 24 de septiembre | 16:15   |
| Vélez Sarsfield     | 0 - 3     | Racing Club             | José Amalfitani             | 24 de septiembre | 18:00   |
| Independiente       | 1 - 1     | Tigre                   | Libertadores de América     | 24 de septiembre | 20:00   |
| Huracán             | 0 - 0     | Sarmiento (J)           | Tomas A. Ducó               | 24 de septiembre | 20:15   |
| Estudiantes (LP)    | 3 - 0     | Temperley               | Ciudad de La Plata          | 25 de septiembre | 14:00   |
| Unión               | 0 - 2     | Belgrano                | 15 de Abril                 | 25 de septiembre | 15:00   |
| Talleres (C)        | 0 - 0     | Banfield                | Mario Alberto Kempes        | 25 de septiembre | 15:45   |
| Patronato           | 1 - 1     | San Lorenzo             | Presbítero Bartolomé Grella | 25 de septiembre | 16:00   |
| Lanús               | 0 - 0     | Aldosivi                | Ciudad de Lanús             | 25 de septiembre | 18:00   |
| Boca Juniors        | 4 - 1     | Quilmes                 | La Bombonera                | 25 de septiembre | 18:00   |
| Defensa y Justicia  | 3 - 3     | River Plate             | Norberto Tomaghello         | 25 de septiembre | 20:00   |
| Arsenal             | 2 - 2     | Gimnasia y Esgrima (LP) | El Viaducto                 | 26 de septiembre | 19:00   |
| San Martín (SJ)     | 0 - 0     | Colón                   | Ingeniero Hilario Sánchez   | 26 de septiembre | 21:15   |

| Fecha 5                 | Fecha 5   | Fecha 5             | Fecha 5                    | Fecha 5          | Fecha 5 |
| Local                   | Resultado | Visitante           | Estadio                    | Fecha            | Hora    |
| ----------------------- | --------- | ------------------- | -------------------------- | ---------------- | ------- |
| Quilmes                 | 2 - 1     | Olimpo              | Centenario                 | 30 de septiembre | 19:00   |
| Godoy Cruz              | 2 - 1     | Unión               | Malvinas Argentinas        | 30 de septiembre | 21:15   |
| Rosario Central         | 5 - 0     | Arsenal             | Gigante de Arroyito        | 1 de octubre     | 14:00   |
| Aldosivi                | 2 - 1     | Talleres (C)        | José María Minella         | 1 de octubre     | 14:30   |
| Temperley               | 0 - 0     | Newell's Old Boys   | Alfredo Beranger           | 1 de octubre     | 16:45   |
| Racing Club             | 2 - 0     | Patronato           | El Cilindro                | 1 de octubre     | 18:00   |
| River Plate             | 3 - 0     | Vélez Sarsfield     | Monumental                 | 1 de octubre     | 20:00   |
| San Lorenzo             | 2 - 1     | Atlético de Rafaela | Nuevo Gasómetro            | 2 de octubre     | 14:00   |
| Belgrano                | 1 - 1     | Lanús               | Mario Alberto Kempes       | 2 de octubre     | 14:10   |
| Gimnasia y Esgrima (LP) | 0 - 0     | Estudiantes (LP)    | Del Bosque                 | 2 de octubre     | 16:00   |
| Banfield                | 3 - 2     | San Martín (SJ)     | Florencio Sola             | 2 de octubre     | 16:15   |
| Sarmiento (J)           | 0 - 1     | Independiente       | Eva Perón                  | 2 de octubre     | 18:00   |
| Colón                   | 1 - 0     | Defensa y Justicia  | Brigadier Estanislao López | 2 de octubre     | 18:00   |
| Tigre                   | 1 - 1     | Boca Juniors        | Monumental de Victoria     | 2 de octubre     | 20:00   |
| Atlético Tucumán        | 0 - 2     | Huracán             | Monumental José Fierro     | 3 de octubre     | 21:00   |

| Fecha 6             | Fecha 6   | Fecha 6          | Fecha 6                     | Fecha 6       | Fecha 6 |
| Local               | Resultado | Visitante        | Estadio                     | Fecha         | Hora    |
| ------------------- | --------- | ---------------- | --------------------------- | ------------- | ------- |
| Defensa y Justicia  | 1 - 0     | Banfield         | El Viaducto                 | 14 de octubre | 19:00   |
| Belgrano            | 0 - 0     | Aldosivi         | Mario Alberto Kempes        | 14 de octubre | 21:15   |
| Vélez Sarsfield     | 2 - 1     | Colón            | José Amalfitani             | 15 de octubre | 14:00   |
| Huracán             | 1 - 2     | Temperley        | Tomás A. Ducó               | 15 de octubre | 16:00   |
| Atlético de Rafaela | 3 - 2     | Racing Club      | Nuevo Monumental            | 15 de octubre | 16:00   |
| Estudiantes (LP)    | 3 - 2     | Rosario Central  | Centenario                  | 15 de octubre | 18:00   |
| San Martín (SJ)     | 1 - 3     | Talleres (C)     | Ingeniero Hilario Sánchez   | 15 de octubre | 18:15   |
| Independiente       | 0 - 2     | Atlético Tucumán | Libertadores de América     | 15 de octubre | 20:00   |
| Lanús               | 3 - 0     | Godoy Cruz       | Ciudad de Lanús             | 16 de octubre | 14:00   |
| Olimpo              | 1 - 4     | Tigre            | Roberto N. Carminatti       | 16 de octubre | 14:00   |
| Boca Juniors        | 2 - 0     | Sarmiento (J)    | La Bombonera                | 16 de octubre | 16:00   |
| Newell's Old Boys   | 1 - 0     | Gimnasia (LP)    | Marcelo Bielsa              | 16 de octubre | 16:15   |
| Arsenal             | 1 - 3     | San Lorenzo      | El Viaducto                 | 16 de octubre | 18:00   |
| Patronato           | 2 - 1     | River Plate      | Presbítero Bartolomé Grella | 16 de octubre | 20:00   |
| Unión               | 1 - 1     | Quilmes          | 15 de Abril                 | 17 de octubre | 21:00   |

| Fecha 7                 | Fecha 7   | Fecha 7             | Fecha 7                    | Fecha 7       | Fecha 7 |
| Local                   | Resultado | Visitante           | Estadio                    | Fecha         | Hora    |
| ----------------------- | --------- | ------------------- | -------------------------- | ------------- | ------- |
| Sarmiento (J)           | 1 - 1     | Olimpo              | Eva Perón                  | 21 de octubre | 19:00   |
| Talleres (C)            | 2 - 0     | Defensa y Justicia  | Mario Alberto Kempes       | 21 de octubre | 21:15   |
| Quilmes                 | 1 - 0     | Lanús               | Centenario                 | 22 de octubre | 14:00   |
| Godoy Cruz              | 2 - 0     | Belgrano            | Malvinas Argentinas        | 22 de octubre | 15:15   |
| Temperley               | 0 - 1     | Independiente       | Alfredo Beranger           | 22 de octubre | 16:00   |
| Colón                   | 0 - 1     | Patronato           | Brigadier Estanislao López | 22 de octubre | 17:30   |
| Racing Club             | 1 - 0     | Arsenal             | El Cilindro                | 22 de octubre | 18:00   |
| River Plate             | 1 - 0     | Atlético de Rafaela | Monumental                 | 22 de octubre | 20:00   |
| Gimnasia y Esgrima (LP) | 1 - 0     | Huracán             | Del Bosque                 | 23 de octubre | 14:00   |
| Rosario Central         | 0 - 1     | Newell's Old Boys   | Gigante de Arroyito        | 23 de octubre | 16:00   |
| Banfield                | 1 - 0     | Vélez Sarsfield     | Florencio Sola             | 23 de octubre | 16:00   |
| Tigre                   | 3 - 1     | Unión               | Monumental de Victoria     | 23 de octubre | 16:00   |
| San Lorenzo             | 1 - 2     | Estudiantes (LP)    | Nuevo Gasómetro            | 23 de octubre | 18:00   |
| Atlético Tucumán        | 2 - 2     | Boca Juniors        | Monumental José Fierro     | 23 de octubre | 20:00   |
| Aldosivi                | 1 - 2     | San Martín (SJ)     | José María Minella         | 24 de octubre | 21:00   |

| Fecha 8             | Fecha 8   | Fecha 8                 | Fecha 8                     | Fecha 8       | Fecha 8 |
| Local               | Resultado | Visitante               | Estadio                     | Fecha         | Hora    |
| ------------------- | --------- | ----------------------- | --------------------------- | ------------- | ------- |
| Olimpo              | 2 - 1     | Atlético Tucumán        | Roberto N. Carminatti       | 28 de octubre | 19:00   |
| Patronato           | 2 - 0     | Banfield                | Presbítero Bartolomé Grella | 28 de octubre | 21:15   |
| Vélez Sarsfield     | 0 - 2     | Talleres (C)            | José Amalfitani             | 29 de octubre | 14:00   |
| Belgrano            | 0 - 0     | Quilmes                 | Mario Alberto Kempes        | 29 de octubre | 16:00   |
| Boca Juniors        | 4 - 0     | Temperley               | La Bombonera                | 29 de octubre | 16:00   |
| Independiente       | 0 - 0     | Gimnasia y Esgrima (LP) | Libertadores de América     | 29 de octubre | 18:00   |
| Huracán             | 1 - 1     | Rosario Central         | Tomás A. Ducó               | 29 de octubre | 18:15   |
| Estudiantes (LP)    | 2 - 1     | Racing Club             | Ciudad de La Plata          | 29 de octubre | 20:00   |
| Lanús               | 1 - 1     | Tigre                   | Ciudad de Lanús             | 30 de octubre | 14:00   |
| Godoy Cruz          | 3 - 1     | Aldosivi                | Malvinas Argentinas         | 30 de octubre | 15:00   |
| Newell's Old Boys   | 2 - 2     | San Lorenzo             | Marcelo Bielsa              | 30 de octubre | 16:00   |
| Atlético de Rafaela | 0 - 2     | Colón                   | Nuevo Monumental            | 30 de octubre | 18:00   |
| Arsenal             | 2 - 2     | River Plate             | El Viaducto                 | 30 de octubre | 20:00   |
| Defensa y Justicia  | 0 - 0     | San Martín (SJ)         | El Viaducto                 | 31 de octubre | 19:00   |
| Unión               | 1 - 0     | Sarmiento (J)           | 15 de Abril                 | 31 de octubre | 21:15   |

| Fecha 9                 | Fecha 9   | Fecha 9             | Fecha 9                    | Fecha 9        | Fecha 9 |
| Local                   | Resultado | Visitante           | Estadio                    | Fecha          | Hora    |
| ----------------------- | --------- | ------------------- | -------------------------- | -------------- | ------- |
| Temperley               | 0 - 0     | Olimpo              | Alfredo Beranger           | 4 de noviembre | 21:15   |
| Quilmes                 | 1 - 0     | Godoy Cruz          | Centenario                 | 5 de noviembre | 14:00   |
| River Plate             | 1 - 1     | Estudiantes (LP)    | Tomás A. Ducó              | 5 de noviembre | 16:00   |
| Sarmiento (J)           | 1 - 2     | Lanús               | Eva Perón                  | 5 de noviembre | 16:15   |
| Colón                   | 1 - 0     | Arsenal             | Brigadier Estanislao López | 5 de noviembre | 17:00   |
| Racing Club             | 2 - 1     | Newell's Old Boys   | El Cilindro                | 5 de noviembre | 18:00   |
| San Martín (SJ)         | 2 - 0     | Vélez Sarsfield     | Ingeniero Hilario Sánchez  | 5 de noviembre | 19:15   |
| Banfield                | 1 - 1     | Atlético de Rafaela | Florencio Sola             | 6 de noviembre | 14:00   |
| Tigre                   | 2 - 1     | Belgrano            | Monumental de Victoria     | 6 de noviembre | 16:00   |
| San Lorenzo             | 2 - 0     | Huracán             | Nuevo Gasómetro            | 6 de noviembre | 16:00   |
| Talleres (C)            | 1 - 0     | Patronato           | Mario Alberto Kempes       | 6 de noviembre | 18:00   |
| Rosario Central         | 0 - 0     | Independiente       | Gigante de Arroyito        | 6 de noviembre | 18:15   |
| Gimnasia y Esgrima (LP) | 0 - 3     | Boca Juniors        | Del Bosque                 | 6 de noviembre | 20:00   |
| Aldosivi                | 0 - 0     | Defensa y Justicia  | José María Minella         | 7 de noviembre | 19:00   |
| Atlético Tucumán        | 1 - 1     | Unión               | Monumental José Fierro     | 7 de noviembre | 21:15   |

| Fecha 10            | Fecha 10  | Fecha 10                | Fecha 10                    | Fecha 10        | Fecha 10 |
| Local               | Resultado | Visitante               | Estadio                     | Fecha           | Hora     |
| ------------------- | --------- | ----------------------- | --------------------------- | --------------- | -------- |
| Vélez Sarsfield     | 2 - 1     | Defensa y Justicia      | José Amalfitani             | 13 de noviembre | 16:00    |
| Arsenal             | 1 - 3     | Banfield                | El Viaducto                 | 18 de noviembre | 21:15    |
| Estudiantes (LP)    | 1 - 0     | Colón                   | Ciudad de La Plata          | 19 de noviembre | 17:00    |
| Godoy Cruz          | 2 - 1     | Tigre                   | Malvinas Argentinas         | 19 de noviembre | 18:00    |
| Lanús               | 1 - 0     | Atlético Tucumán        | Ciudad de Lanús             | 19 de noviembre | 18:00    |
| Unión               | 2 - 1     | Temperley               | 15 de Abril                 | 19 de noviembre | 18:00    |
| Huracán             | 1 - 1     | Racing Club             | Tomas A. Ducó               | 19 de noviembre | 20:00    |
| Quilmes             | 1 - 0     | Aldosivi                | Centenario                  | 20 de noviembre | 17:00    |
| Belgrano            | 1 - 2     | Sarmiento (J)           | Mario Alberto Kempes        | 20 de noviembre | 17:00    |
| Independiente       | 1 - 2     | San Lorenzo             | Libertadores de América     | 20 de noviembre | 17:00    |
| Boca Juniors        | 1 - 1     | Rosario Central         | La Bombonera                | 20 de noviembre | 18:30    |
| Atlético de Rafaela | 0 - 1     | Talleres (C)            | Nuevo Monumental            | 20 de noviembre | 19:15    |
| Newell's Old Boys   | 1 - 0     | River Plate             | Marcelo Bielsa              | 20 de noviembre | 20:00    |
| Olimpo              | 0 - 0     | Gimnasia y Esgrima (LP) | Roberto N. Carminatti       | 21 de noviembre | 19:00    |
| Patronato           | 3 - 0     | San Martín (SJ)         | Presbítero Bartolomé Grella | 21 de noviembre | 21:15    |

| Fecha 11                | Fecha 11  | Fecha 11            | Fecha 11                   | Fecha 11        | Fecha 11 |
| Local                   | Resultado | Visitante           | Estadio                    | Fecha           | Hora     |
| ----------------------- | --------- | ------------------- | -------------------------- | --------------- | -------- |
| Temperley               | 1 - 3     | Lanús               | Alfredo Beranger           | 25 de noviembre | 19:00    |
| Talleres (C)            | 0 - 0     | Arsenal             | Mario Alberto Kempes       | 25 de noviembre | 21:15    |
| Colón                   | 1 - 2     | Newell's Old Boys   | Brigadier Estanislao López | 26 de noviembre | 17:00    |
| Tigre                   | 3 - 0     | Quilmes             | Monumental de Victoria     | 26 de noviembre | 17:00    |
| Banfield                | 3 - 2     | Estudiantes (LP)    | Florencio Sola             | 26 de noviembre | 18:30    |
| Rosario Central         | 1 - 1     | Olimpo              | Gigante de Arroyito        | 26 de noviembre | 20:00    |
| Atlético Tucumán        | 0 - 0     | Belgrano            | Monumental José Fierro     | 26 de noviembre | 20:00    |
| River Plate             | 1 - 0     | Huracán             | Monumental                 | 27 de noviembre | 17:00    |
| Aldosivi                | 0 - 0     | Vélez Sarsfield     | José María Minella         | 27 de noviembre | 17:00    |
| Sarmiento (J)           | 2 - 2     | Godoy Cruz          | Eva Perón                  | 27 de noviembre | 18:00    |
| San Lorenzo             | 1 - 2     | Boca Juniors        | Nuevo Gasómetro            | 27 de noviembre | 18:30    |
| Racing Club             | 3 - 0     | Independiente       | El Cilindro                | 27 de noviembre | 20:00    |
| Defensa y Justicia      | 1 - 2     | Patronato           | Norberto Tomaghello        | 28 de noviembre | 17:00    |
| Gimnasia y Esgrima (LP) | 1 - 1     | Unión               | Del Bosque                 | 28 de noviembre | 19:10    |
| San Martín (SJ)         | 0 - 3     | Atlético de Rafaela | Ingeniero Hilario Sánchez  | 28 de noviembre | 21:20    |

| Fecha 12            | Fecha 12  | Fecha 12                | Fecha 12                    | Fecha 12       | Fecha 12 |
| Local               | Resultado | Visitante               | Estadio                     | Fecha          | Hora     |
| ------------------- | --------- | ----------------------- | --------------------------- | -------------- | -------- |
| Quilmes             | 1 - 3     | Sarmiento (J)           | Centenario                  | 2 de diciembre | 21:15    |
| Huracán             | 1 - 3     | Colón                   | Tomas A. Ducó               | 3 de diciembre | 17:00    |
| Atlético de Rafaela | 0 - 1     | Defensa y Justicia      | Nuevo Monumental            | 3 de diciembre | 17:45    |
| Newell's Old Boys   | 0 - 2     | Banfield                | Marcelo Bielsa              | 3 de diciembre | 18:00    |
| Tigre               | 1 - 1     | Aldosivi                | Monumental de Victoria      | 3 de diciembre | 18:00    |
| Godoy Cruz          | 1 - 2     | Atlético Tucumán        | Malvinas Argentinas         | 3 de diciembre | 20:00    |
| Olimpo              | 1 - 2     | San Lorenzo             | Roberto N. Carminatti       | 3 de diciembre | 20:00    |
| Unión               | 2 - 0     | Rosario Central         | 15 de Abril                 | 4 de diciembre | 17:00    |
| Estudiantes (LP)    | 0 - 0     | Talleres (C)            | Ciudad de La Plata          | 4 de diciembre | 17:00    |
| Boca Juniors        | 4 - 2     | Racing Club             | La Bombonera                | 4 de diciembre | 18:00    |
| Patronato           | 0 - 0     | Vélez Sarsfield         | Presbítero Bartolomé Grella | 4 de diciembre | 18:00    |
| Belgrano            | 0 - 0     | Temperley               | Mario Alberto Kempes        | 4 de diciembre | 19:15    |
| Independiente       | 1 - 0     | River Plate             | Libertadores de América     | 4 de diciembre | 20:10    |
| Arsenal             | 0 - 0     | San Martín (SJ)         | El Viaducto                 | 5 de diciembre | 19:00    |
| Lanús               | 1 - 0     | Gimnasia y Esgrima (LP) | Ciudad de Lanús             | 5 de diciembre | 21:15    |

| Fecha 13                | Fecha 13  | Fecha 13            | Fecha 13                   | Fecha 13        | Fecha 13 |
| Local                   | Resultado | Visitante           | Estadio                    | Fecha           | Hora     |
| ----------------------- | --------- | ------------------- | -------------------------- | --------------- | -------- |
| Aldosivi                | 1 - 1     | Patronato           | José María Minella         | 9 de diciembre  | 17:00    |
| Sarmiento (J)           | 2 - 0     | Tigre               | Eva Perón                  | 9 de diciembre  | 19:10    |
| Temperley               | 1 - 0     | Godoy Cruz          | Alfredo Beranger           | 9 de diciembre  | 21:15    |
| Vélez Sarsfield         | 2 - 0     | Atlético de Rafaela | José Amalfitani            | 10 de diciembre | 17:00    |
| Talleres (C)            | 1 - 1     | Newell's Old Boys   | Mario Alberto Kempes       | 10 de diciembre | 17:00    |
| San Lorenzo             | 3 - 2     | Unión               | Nuevo Gasómetro            | 10 de diciembre | 17:00    |
| Gimnasia y Esgrima (LP) | 1 - 1     | Belgrano            | Del Bosque                 | 10 de diciembre | 19:15    |
| Racing Club             | 0 - 2     | Olimpo              | El Cilindro                | 10 de diciembre | 20:00    |
| River Plate             | 2 - 4     | Boca Juniors        | Monumental                 | 11 de diciembre | 17:00    |
| San Martín (SJ)         | 3 - 2     | Estudiantes (LP)    | Ingeniero Hilario Sánchez  | 11 de diciembre | 19:00    |
| Banfield                | 1 - 0     | Huracán             | Florencio Sola             | 11 de diciembre | 19:00    |
| Colón                   | 0 - 2     | Independiente       | Brigadier Estanislao López | 11 de diciembre | 19:15    |
| Rosario Central         | 1 - 2     | Lanús               | Gigante de Arroyito        | 11 de diciembre | 20:00    |
| Atlético Tucumán        | 3 - 0     | Quilmes             | Monumental José Fierro     | 11 de diciembre | 21:15    |
| Defensa y Justicia      | 2 - 0     | Arsenal             | Norberto Tomaghello        | 12 de diciembre | 21:15    |

| Fecha 14            | Fecha 14  | Fecha 14                | Fecha 14                | Fecha 14        | Fecha 14 |
| Local               | Resultado | Visitante               | Estadio                 | Fecha           | Hora     |
| ------------------- | --------- | ----------------------- | ----------------------- | --------------- | -------- |
| Huracán             | 1 - 0     | Talleres (C)            | Tomás A. Ducó           | 16 de diciembre | 19:00    |
| Godoy Cruz          | 0 - 3     | Gimnasia y Esgrima (LP) | Malvinas Argentinas     | 16 de diciembre | 21:15    |
| Estudiantes (LP)    | 1 - 2     | Defensa y Justicia      | Ciudad de La Plata      | 17 de diciembre | 17:00    |
| Sarmiento (J)       | 0 - 2     | Aldosivi                | Eva Perón               | 17 de diciembre | 17:00    |
| Unión               | 1 - 0     | Racing Club             | 15 de Abril             | 17 de diciembre | 18:15    |
| Atlético de Rafaela | 3 - 0     | Patronato               | Nuevo Monumental        | 17 de diciembre | 19:30    |
| Independiente       | 0 - 1     | Banfield                | Libertadores de América | 17 de diciembre | 20:00    |
| Lanús               | 2 - 2     | San Lorenzo             | Ciudad de Lanús         | 18 de diciembre | 17:00    |
| Belgrano            | 0 - 2     | Rosario Central         | Mario Alberto Kempes    | 18 de diciembre | 17:00    |
| Arsenal             | 2 - 1     | Vélez Sarsfield         | El Viaducto             | 18 de diciembre | 18:00    |
| Boca Juniors        | 4 - 1     | Colón                   | La Bombonera            | 18 de diciembre | 18:30    |
| Newell's Old Boys   | 6 - 1     | San Martín (SJ)         | Marcelo Bielsa          | 18 de diciembre | 19:30    |
| Olimpo              | 1 - 2     | River Plate             | Roberto N. Carminatti   | 18 de diciembre | 20:00    |
| Quilmes             | 1 - 0     | Temperley               | Centenario              | 19 de diciembre | 19:00    |
| Tigre               | 0 - 0     | Atlético Tucumán        | Monumental de Victoria  | 19 de diciembre | 21:15    |

| Fecha 15                | Fecha 15  | Fecha 15            | Fecha 15                    | Fecha 15    | Fecha 15 |
| Local                   | Resultado | Visitante           | Estadio                     | Fecha       | Hora     |
| ----------------------- | --------- | ------------------- | --------------------------- | ----------- | -------- |
| Vélez Sarsfield         | 3 - 2     | Estudiantes (LP)    | José Amalfitani             | 9 de marzo  | 21:00    |
| Patronato               | 4 - 2     | Arsenal             | Presbítero Bartolomé Grella | 10 de marzo | 21:00    |
| Defensa y Justicia      | 1 - 0     | Newell's Old Boys   | Norberto Tomaghello         | 11 de marzo | 17:00    |
| San Lorenzo             | 2 - 1     | Belgrano            | Nuevo Gasómetro             | 11 de marzo | 17:00    |
| Banfield                | 0 - 2     | Boca Juniors        | Florencio Sola              | 11 de marzo | 19:10    |
| San Martín (SJ)         | 0 - 1     | Huracán             | Ingeniero Hilario Sánchez   | 11 de marzo | 20:00    |
| Talleres (C)            | 0 - 2     | Independiente       | Mario Alberto Kempes        | 11 de marzo | 21:10    |
| Racing Club             | 3 - 0     | Lanús               | El Cilindro                 | 12 de marzo | 17:00    |
| Gimnasia y Esgrima (LP) | 3 - 1     | Quilmes             | Del Bosque                  | 12 de marzo | 17:00    |
| Temperley               | 3 - 1     | Tigre               | Alfredo Beranger            | 12 de marzo | 17:00    |
| River Plate             | 0 - 0     | Unión               | Monumental                  | 12 de marzo | 19:10    |
| Rosario Central         | 0 - 1     | Godoy Cruz          | Gigante de Arroyito         | 12 de marzo | 19:10    |
| Atlético Tucumán        | 2 - 1     | Sarmiento (J)       | Monumental José Fierro      | 12 de marzo | 21:20    |
| Aldosivi                | 1 - 0     | Atlético de Rafaela | José María Minella          | 13 de marzo | 19:00    |
| Colón                   | 1 - 1     | Olimpo              | Brigadier Estanislao López  | 13 de marzo | 21:15    |

| Fecha 16          | Fecha 16  | Fecha 16                | Fecha 16                | Fecha 16    | Fecha 16 |
| Local             | Resultado | Visitante               | Estadio                 | Fecha       | Hora     |
| ----------------- | --------- | ----------------------- | ----------------------- | ----------- | -------- |
| Quilmes           | 0 - 1     | Rosario Central         | Centenario              | 17 de marzo | 21:00    |
| Unión             | 0 - 2     | Colón                   | 15 de Abril             | 18 de marzo | 16:00    |
| Newell's Old Boys | 3 - 0     | Vélez Sarsfield         | Marcelo Bielsa          | 18 de marzo | 17:00    |
| Tigre             | 0 - 1     | Gimnasia y Esgrima (LP) | Monumental de Victoria  | 18 de marzo | 18:15    |
| Independiente     | 0 - 0     | San Martín (SJ)         | Libertadores de América | 18 de marzo | 19:30    |
| Huracán           | 2 - 0     | Defensa y Justicia      | Tomas A. Ducó           | 18 de marzo | 20:30    |
| Belgrano          | 2 - 0     | Racing Club             | Juan Domingo Perón      | 19 de marzo | 15:00    |
| Sarmiento (J)     | 2 - 1     | Temperley               | Eva Perón               | 19 de marzo | 17:10    |
| Estudiantes (LP)  | 1 - 0     | Patronato               | Ciudad de La Plata      | 19 de marzo | 17:15    |
| Godoy Cruz        | 2 - 0     | San Lorenzo             | Malvinas Argentinas     | 19 de marzo | 17:15    |
| Olimpo            | 1 - 0     | Banfield                | Roberto N. Carminatti   | 19 de marzo | 19:20    |
| Boca Juniors      | 1 - 2     | Talleres (C)            | La Bombonera            | 19 de marzo | 19:30    |
| Arsenal           | 1 - 2     | Atlético de Rafaela     | El Viaducto             | 20 de marzo | 19:00    |
| Atlético Tucumán  | 0 - 0     | Aldosivi                | Monumental José Fierro  | 20 de marzo | 21:15    |
| Lanús             | 1 - 3     | River Plate             | Ciudad de Lanús         | 21 de marzo | 21:15    |

| Fecha 17                | Fecha 17  | Fecha 17          | Fecha 17                    | Fecha 17    | Fecha 17 |
| Local                   | Resultado | Visitante         | Estadio                     | Fecha       | Hora     |
| ----------------------- | --------- | ----------------- | --------------------------- | ----------- | -------- |
| Patronato               | 1 - 1     | Newell's Old Boys | Presbítero Bartolomé Grella | 24 de marzo | 21:00    |
| Banfield                | 3 - 1     | Unión             | Florencio Sola              | 25 de marzo | 16:00    |
| Rosario Central         | 1 - 0     | Tigre             | Gigante de Arroyito         | 25 de marzo | 16:00    |
| San Lorenzo             | 3 - 0     | Quilmes           | Nuevo Gasómetro             | 25 de marzo | 18:00    |
| Gimnasia y Esgrima (LP) | 1 - 0     | Sarmiento (J)     | Del Bosque                  | 25 de marzo | 18:15    |
| Racing Club             | 2 - 1     | Godoy Cruz        | El Cilindro                 | 25 de marzo | 20:00    |
| Atlético de Rafaela     | 2 - 2     | Estudiantes (LP)  | Nuevo Monumental            | 25 de marzo | 20:30    |
| Colón                   | 1 - 0     | Lanús             | Brigadier Estanislao López  | 26 de marzo | 16:00    |
| San Martín (SJ)         | 1 - 2     | Boca Juniors      | Estadio Bicentenario        | 26 de marzo | 16:30    |
| River Plate             | 2 - 1     | Belgrano          | Monumental                  | 26 de marzo | 18:30    |
| Temperley               | 2 - 2     | Atlético Tucumán  | Alfredo Beranger            | 26 de marzo | 18:30    |
| Aldosivi                | 2 - 1     | Arsenal           | José María Minella          | 26 de marzo | 20:40    |
| Vélez Sarsfield         | 1 - 1     | Huracán           | José Amalfitani             | 27 de marzo | 19:00    |
| Talleres (C)            | 1 - 0     | Olimpo            | Mario Alberto Kempes        | 27 de marzo | 21:15    |
| Defensa y Justicia      | 1 - 2     | Independiente     | Norberto Tomaghello         | 15 de junio | 19:45    |

| Fecha 18          | Fecha 18  | Fecha 18                | Fecha 18                | Fecha 18    | Fecha 18 |
| Local             | Resultado | Visitante               | Estadio                 | Fecha       | Hora     |
| ----------------- | --------- | ----------------------- | ----------------------- | ----------- | -------- |
| Atlético Tucumán  | 0 - 1     | Gimnasia y Esgrima (LP) | Monumental José Fierro  | 31 de marzo | 21:00    |
| Independiente     | 1 - 1     | Vélez Sarsfield         | Libertadores de América | 31 de marzo | 21:15    |
| Newell's Old Boys | 1 - 0     | Atlético de Rafaela     | Marcelo Bielsa          | 1 de abril  | 16:00    |
| Temperley         | 1 - 0     | Aldosivi                | Alfredo Beranger        | 1 de abril  | 17:00    |
| Quilmes           | 2 - 3     | Racing Club             | Centenario              | 1 de abril  | 18:00    |
| Belgrano          | 0 - 1     | Colón                   | Mario Alberto Kempes    | 1 de abril  | 19:15    |
| Boca Juniors      | 1 - 0     | Defensa y Justicia      | La Bombonera            | 1 de abril  | 20:00    |
| Estudiantes (LP)  | 2 - 0     | Arsenal                 | Ciudad de La Plata      | 2 de abril  | 15:00    |
| Lanús             | 4 - 2     | Banfield                | Ciudad de Lanús         | 2 de abril  | 16:15    |
| Sarmiento (J)     | 2 - 2     | Rosario Central         | Eva Perón               | 2 de abril  | 17:15    |
| Tigre             | 4 - 3     | San Lorenzo             | Monumental de Victoria  | 2 de abril  | 18:15    |
| Huracán           | 0 - 0     | Patronato               | Tomás A. Ducó           | 2 de abril  | 19:30    |
| Godoy Cruz        | 1 - 2     | River Plate             | Malvinas Argentinas     | 2 de abril  | 20:15    |
| Olimpo            | 0 - 0     | San Martín (SJ)         | Roberto N. Carminatti   | 3 de abril  | 19:00    |
| Unión             | 4 - 2     | Talleres (C)            | 15 de Abril             | 3 de abril  | 21:15    |

| Fecha 19                | Fecha 19  | Fecha 19          | Fecha 19                    | Fecha 19    | Fecha 19 |
| Local                   | Resultado | Visitante         | Estadio                     | Fecha       | Hora     |
| ----------------------- | --------- | ----------------- | --------------------------- | ----------- | -------- |
| Aldosivi                | 1 - 4     | Estudiantes (LP)  | José María Minella          | 7 de abril  | 19:00    |
| Colón                   | 1 - 0     | Godoy Cruz        | Brigadier Estanislao López  | 7 de abril  | 21:15    |
| Rosario Central         | 2 - 1     | Atlético Tucumán  | Gigante de Arroyito         | 7 de abril  | 21:15    |
| Arsenal                 | 0 - 1     | Newell's Old Boys | El Viaducto                 | 8 de abril  | 14:00    |
| San Lorenzo             | 1 - 0     | Sarmiento (J)     | Nuevo Gasómetro             | 8 de abril  | 16:00    |
| Atlético de Rafaela     | 1 - 1     | Huracán           | Nuevo Monumental            | 8 de abril  | 17:15    |
| Racing Club             | 4 - 1     | Tigre             | El Cilindro                 | 8 de abril  | 18:00    |
| Talleres (C)            | 3 - 1     | Lanús             | Mario Alberto Kempes        | 8 de abril  | 19:30    |
| Banfield                | 2 - 0     | Belgrano          | Florencio Sola              | 9 de abril  | 14:00    |
| Patronato               | 0 - 5     | Independiente     | Presbítero Bartolomé Grella | 9 de abril  | 16:15    |
| San Martín (SJ)         | 0 - 0     | Unión             | Ingeniero Hilario Sánchez   | 9 de abril  | 17:00    |
| River Plate             | 2 - 0     | Quilmes           | Monumental                  | 9 de abril  | 18:15    |
| Vélez Sarsfield         | 1 - 3     | Boca Juniors      | José Amalfitani             | 9 de abril  | 20:15    |
| Defensa y Justicia      | 1 - 1     | Olimpo            | Norberto Tomaghello         | 10 de abril | 19:00    |
| Gimnasia y Esgrima (LP) | 1 - 1     | Temperley         | Del Bosque                  | 10 de abril | 21:15    |

| Fecha 20                | Fecha 20  | Fecha 20            | Fecha 20                | Fecha 20    | Fecha 20 |
| Local                   | Resultado | Visitante           | Estadio                 | Fecha       | Hora     |
| ----------------------- | --------- | ------------------- | ----------------------- | ----------- | -------- |
| Huracán                 | 1 - 2     | Arsenal             | Tomas A. Ducó           | 14 de abril | 19:00    |
| Lanús                   | 0 - 0     | San Martín (SJ)     | Ciudad de Lanús         | 14 de abril | 21:15    |
| Newell's Old Boys       | 0 - 0     | Estudiantes (LP)    | Marcelo Bielsa          | 15 de abril | 11:00    |
| Belgrano                | 1 - 1     | Talleres (C)        | Mario Alberto Kempes    | 15 de abril | 16:00    |
| Independiente           | 1 - 1     | Atlético de Rafaela | Libertadores de América | 15 de abril | 18:00    |
| Olimpo                  | 0 - 1     | Vélez Sarsfield     | Roberto N. Carminatti   | 15 de abril | 19:00    |
| Sarmiento (J)           | 1 - 2     | Racing Club         | Eva Perón               | 15 de abril | 20:00    |
| Godoy Cruz              | 3 - 1     | Banfield            | Malvinas Argentinas     | 16 de abril | 16:00    |
| Atlético Tucumán        | 1 - 0     | San Lorenzo         | Monumental José Fierro  | 16 de abril | 16:15    |
| Boca Juniors            | 1 - 1     | Patronato           | La Bombonera            | 16 de abril | 18:15    |
| Quilmes                 | 0 - 1     | Colón               | Centenario              | 16 de abril | 18:20    |
| Tigre                   | 0 - 2     | River Plate         | Monumental de Victoria  | 16 de abril | 20:15    |
| Unión                   | 0 - 2     | Defensa y Justicia  | 15 de Abril             | 16 de abril | 20:30    |
| Temperley               | 1 - 2     | Rosario Central     | Alfredo Beranger        | 17 de abril | 19:00    |
| Gimnasia y Esgrima (LP) | 1 - 0     | Aldosivi            | Del Bosque              | 17 de abril | 21:15    |

| Fecha 21            | Fecha 21  | Fecha 21                | Fecha 21                    | Fecha 21    | Fecha 21 |
| Local               | Resultado | Visitante               | Estadio                     | Fecha       | Hora     |
| ------------------- | --------- | ----------------------- | --------------------------- | ----------- | -------- |
| San Lorenzo         | 0 - 1     | Temperley               | Nuevo Gasómetro             | 21 de abril | 21:15    |
| Aldosivi            | 0 - 3     | Newell's Old Boys       | José María Minella          | 22 de abril | 14:00    |
| Racing Club         | 4 - 3     | Atlético Tucumán        | El Cilindro                 | 22 de abril | 16:00    |
| Banfield            | 2 - 0     | Quilmes                 | Florencio Sola              | 22 de abril | 16:10    |
| Defensa y Justicia  | 1 - 0     | Lanús                   | Norberto Tomaghello         | 22 de abril | 16:15    |
| Vélez Sarsfield     | 2 - 1     | Unión                   | José Amalfitani             | 22 de abril | 18:20    |
| Rosario Central     | 2 - 1     | Gimnasia y Esgrima (LP) | Gigante de Arroyito         | 22 de abril | 20:30    |
| Estudiantes (LP)    | 1 - 1     | Huracán                 | Ciudad de La Plata          | 23 de abril | 15:15    |
| Atlético de Rafaela | 0 - 0     | Boca Juniors            | Nuevo Monumental            | 23 de abril | 16:15    |
| San Martín (SJ)     | 2 - 1     | Belgrano                | Ingeniero Hilario Sánchez   | 23 de abril | 17:00    |
| River Plate         | 1 - 1     | Sarmiento (J)           | Monumental                  | 23 de abril | 18:15    |
| Talleres (C)        | 1 - 0     | Godoy Cruz              | Mario Alberto Kempes        | 23 de abril | 19:30    |
| Arsenal             | 0 - 2     | Independiente           | El Viaducto                 | 23 de abril | 20:15    |
| Patronato           | 3 - 4     | Olimpo                  | Presbítero Bartolomé Grella | 24 de abril | 19:00    |
| Colón               | 2 - 1     | Tigre                   | Brigadier Estanislao López  | 24 de abril | 21:15    |

| Fecha 22                | Fecha 22  | Fecha 22            | Fecha 22                | Fecha 22    | Fecha 22 |
| Local                   | Resultado | Visitante           | Estadio                 | Fecha       | Hora     |
| ----------------------- | --------- | ------------------- | ----------------------- | ----------- | -------- |
| Quilmes                 | 1 - 0     | Talleres (C)        | Centenario              | 28 de abril | 19:00    |
| Independiente           | 2 - 2     | Estudiantes (LP)    | Libertadores de América | 28 de abril | 21:15    |
| Gimnasia y Esgrima (LP) | 0 - 1     | San Lorenzo         | Del Bosque              | 29 de abril | 16:00    |
| Huracán                 | 0 - 1     | Newell's Old Boys   | Tomas A. Ducó           | 29 de abril | 16:00    |
| Sarmiento (J)           | 0 - 4     | Colón               | Eva Perón               | 29 de abril | 16:10    |
| Tigre                   | 0 - 1     | Banfield            | Monumental de Victoria  | 29 de abril | 18:20    |
| Temperley               | 3 - 0     | Racing Club         | Alfredo Beranger        | 29 de abril | 20:00    |
| Unión                   | 0 - 0     | Patronato           | 15 de Abril             | 29 de abril | 20:30    |
| Godoy Cruz              | 0 - 0     | San Martín (SJ)     | Malvinas Argentinas     | 30 de abril | 16:00    |
| Rosario Central         | 2 - 0     | Aldosivi            | Gigante de Arroyito     | 30 de abril | 17:00    |
| Boca Juniors            | 3 - 0     | Arsenal             | La Bombonera            | 30 de abril | 19:10    |
| Olimpo                  | 1 - 2     | Atlético de Rafaela | Roberto N. Carminatti   | 30 de abril | 19:30    |
| Atlético Tucumán        | 0 - 3     | River Plate         | Monumental José Fierro  | 30 de abril | 20:15    |
| Belgrano                | 0 - 1     | Defensa y Justicia  | Mario Alberto Kempes    | 2 de mayo   | 16:30    |
| Lanús                   | 2 - 0     | Vélez Sarsfield     | Ciudad de Lanús         | 2 de mayo   | 21:00    |

| Fecha 23            | Fecha 23  | Fecha 23                | Fecha 23                    | Fecha 23  | Fecha 23 |
| Local               | Resultado | Visitante               | Estadio                     | Fecha     | Hora     |
| ------------------- | --------- | ----------------------- | --------------------------- | --------- | -------- |
| San Martín (SJ)     | 1 - 0     | Quilmes                 | Ingeniero Hilario Sánchez   | 5 de mayo | 21:00    |
| Talleres (C)        | 1 - 2     | Tigre                   | Mario Alberto Kempes        | 5 de mayo | 21:15    |
| Patronato           | 0 - 2     | Lanús                   | Presbítero Bartolomé Grella | 6 de mayo | 16:00    |
| Racing Club         | 1 - 0     | Gimnasia y Esgrima (LP) | El Cilindro                 | 6 de mayo | 17:00    |
| Atlético de Rafaela | 3 - 0     | Unión                   | Nuevo Monumental            | 6 de mayo | 19:00    |
| Estudiantes (LP)    | 0 - 0     | Boca Juniors            | Ciudad de La Plata          | 6 de mayo | 20:15    |
| River Plate         | 4 - 1     | Temperley               | Monumental                  | 6 de mayo | 20:15    |
| Aldosivi            | 0 - 3     | Huracán                 | José María Minella          | 7 de mayo | 15:15    |
| Arsenal             | 1 - 0     | Olimpo                  | El Viaducto                 | 7 de mayo | 15:45    |
| Defensa y Justicia  | 0 - 0     | Godoy Cruz              | Norberto Tomaghello         | 7 de mayo | 18:00    |
| San Lorenzo         | 2 - 1     | Rosario Central         | Nuevo Gasómetro             | 7 de mayo | 18:15    |
| Colón               | 2 - 2     | Atlético Tucumán        | Brigadier Estanislao López  | 7 de mayo | 20:15    |
| Newell's Old Boys   | 2 - 4     | Independiente           | Marcelo Bielsa              | 7 de mayo | 20:15    |
| Banfield            | 2 - 0     | Sarmiento (J)           | Florencio Sola              | 8 de mayo | 20:10    |
| Vélez Sarsfield     | 1 - 2     | Belgrano                | José Amalfitani             | 8 de mayo | 21:15    |

| Fecha 24            | Fecha 24  | Fecha 24                | Fecha 24                    | Fecha 24   | Fecha 24 |
| Local               | Resultado | Visitante               | Estadio                     | Fecha      | Hora     |
| ------------------- | --------- | ----------------------- | --------------------------- | ---------- | -------- |
| San Martín (SJ)     | 1 - 2     | Godoy Cruz              | Ingeniero Hilario Sánchez   | 12 de mayo | 21:15    |
| Estudiantes (LP)    | 1 - 0     | Gimnasia y Esgrima (LP) | Centenario                  | 13 de mayo | 14:00    |
| Talleres (C)        | 1 - 1     | Belgrano                | Mario Alberto Kempes        | 13 de mayo | 14:00    |
| Banfield            | 1 - 0     | Lanús                   | Florencio Sola              | 13 de mayo | 16:00    |
| Atlético de Rafaela | 1 - 0     | Atlético Tucumán        | Nuevo Monumental            | 13 de mayo | 17:15    |
| Huracán             | 0 - 1     | San Lorenzo             | Tomás A. Ducó               | 13 de mayo | 18:00    |
| Olimpo              | 2 - 0     | Aldosivi                | Roberto N. Carminatti       | 13 de mayo | 19:30    |
| Colón               | 1 - 1     | Unión                   | Brigadier Estanislao López  | 14 de mayo | 14:00    |
| Newell's Old Boys   | 1 - 3     | Rosario Central         | Marcelo Bielsa              | 14 de mayo | 15:00    |
| Boca Juniors        | 1 - 3     | River Plate             | La Bombonera                | 14 de mayo | 17:00    |
| Independiente       | 2 - 0     | Racing Club             | Libertadores de América     | 14 de mayo | 19:00    |
| Patronato           | 2 - 2     | Sarmiento (J)           | Presbítero Bartolomé Grella | 14 de mayo | 19:15    |
| Arsenal             | 2 - 0     | Temperley               | El Viaducto                 | 15 de mayo | 19:00    |
| Defensa y Justicia  | 2 - 0     | Quilmes                 | Norberto Tomaghello         | 15 de mayo | 19:00    |
| Vélez Sarsfield     | 2 - 1     | Tigre                   | José Amalfitani             | 15 de mayo | 21:15    |

| Fecha 25                | Fecha 25  | Fecha 25            | Fecha 25                | Fecha 25   | Fecha 25 |
| Local                   | Resultado | Visitante           | Estadio                 | Fecha      | Hora     |
| ----------------------- | --------- | ------------------- | ----------------------- | ---------- | -------- |
| Atlético Tucumán        | 3 - 0     | Banfield            | Monumental José Fierro  | 19 de mayo | 21:15    |
| Belgrano                | 1 - 1     | Patronato           | Mario Alberto Kempes    | 20 de mayo | 14:00    |
| Lanús                   | 2 - 0     | Atlético de Rafaela | Ciudad de Lanús         | 20 de mayo | 16:15    |
| Sarmiento (J)           | 1 - 4     | Talleres            | Eva Perón               | 20 de mayo | 17:15    |
| Boca Juniors            | 1 - 0     | Newell's Old Boys   | La Bombonera            | 20 de mayo | 18:00    |
| Tigre                   | 1 - 1     | San Martín (SJ)     | Monumental de Victoria  | 20 de mayo | 19:30    |
| Unión                   | 0 - 1     | Arsenal             | 15 de Abril             | 20 de mayo | 20:00    |
| Independiente           | 2 - 1     | Huracán             | Libertadores de América | 20 de mayo | 20:15    |
| Godoy Cruz              | 3 - 0     | Vélez Sarsfield     | Malvinas Argentinas     | 21 de mayo | 15:00    |
| San Lorenzo             | 0 - 1     | Aldosivi            | Nuevo Gasómetro         | 21 de mayo | 16:15    |
| Temperley               | 3 - 0     | Colón               | Alfredo Beranger        | 21 de mayo | 17:00    |
| Quilmes                 | 0 - 2     | Defensa y Justicia  | Centenario              | 21 de mayo | 19:15    |
| Rosario Central         | 4 - 1     | Racing Club         | Gigante de Arroyito     | 21 de mayo | 20:15    |
| Olimpo                  | 3 - 1     | Estudiantes (LP)    | Roberto N. Carminatti   | 22 de mayo | 19:00    |
| Gimnasia y Esgrima (LP) | 0 - 3     | River Plate         | Del Bosque              | 22 de mayo | 21:15    |

| Fecha 26            | Fecha 26  | Fecha 26                | Fecha 26                    | Fecha 26   | Fecha 26 |
| Local               | Resultado | Visitante               | Estadio                     | Fecha      | Hora     |
| ------------------- | --------- | ----------------------- | --------------------------- | ---------- | -------- |
| Aldosivi            | 0 - 0     | Independiente           | José María Minella          | 26 de mayo | 19:00    |
| Colón               | 1 - 2     | Gimnasia y Esgrima (LP) | Brigadier Estanislao López  | 27 de mayo | 14:00    |
| Banfield            | 3 - 1     | Temperley               | Florencio Sola              | 27 de mayo | 16:15    |
| Newell's Old Boys   | 3 - 2     | Olimpo                  | Marcelo Bielsa              | 27 de mayo | 17:15    |
| Huracán             | 1 - 1     | Boca Juniors            | Tomas A. Ducó               | 27 de mayo | 19:30    |
| San Martín (SJ)     | 4 - 2     | Sarmiento (J)           | Ingeniero Hilario Sánchez   | 27 de mayo | 19:30    |
| Racing Club         | 2 - 1     | San Lorenzo             | El Cilindro                 | 27 de mayo | 21:15    |
| Defensa y Justicia  | 1 - 0     | Tigre                   | Norberto Tomaghello         | 28 de mayo | 14:00    |
| Arsenal             | 0 - 2     | Lanús                   | El Viaducto                 | 28 de mayo | 16:15    |
| Talleres (C)        | 2 - 1     | Atlético Tucumán        | Mario Alberto Kempes        | 28 de mayo | 17:00    |
| River Plate         | 0 - 0     | Rosario Central         | Monumental                  | 28 de mayo | 18:15    |
| Atlético de Rafaela | 1 - 2     | Belgrano                | Nuevo Monumental            | 28 de mayo | 18:30    |
| Patronato           | 0 - 3     | Godoy Cruz              | Presbítero Bartolomé Grella | 28 de mayo | 20:45    |
| Estudiantes (LP)    | 2 - 0     | Unión                   | Centenario                  | 29 de mayo | 19:00    |
| Vélez Sarsfield     | 0 - 0     | Quilmes                 | José Amalfitani             | 29 de mayo | 21:15    |

| Fecha 27                | Fecha 27  | Fecha 27            | Fecha 27               | Fecha 27   | Fecha 27 |
| Local                   | Resultado | Visitante           | Estadio                | Fecha      | Hora     |
| ----------------------- | --------- | ------------------- | ---------------------- | ---------- | -------- |
| Sarmiento (J)           | 1 - 0     | Defensa y Justicia  | Eva Perón              | 2 de junio | 19:00    |
| Godoy Cruz              | 0 - 2     | Atlético de Rafaela | Malvinas Argentinas    | 2 de junio | 21:15    |
| Tigre                   | 0 - 3     | Vélez Sarsfield     | Monumental de Victoria | 3 de junio | 14:00    |
| Temperley               | 2 - 1     | Talleres (C)        | Alfredo Beranger       | 3 de junio | 16:15    |
| Rosario Central         | 0 - 0     | Colón               | Gigante de Arroyito    | 3 de junio | 17:15    |
| Unión                   | 2 - 1     | Newell's Old Boys   | 15 de Abril            | 3 de junio | 19:30    |
| Lanús                   | 1 - 0     | Estudiantes (LP)    | Ciudad de Lanús        | 3 de junio | 20:00    |
| San Lorenzo             | 2 - 1     | River Plate         | Nuevo Gasómetro        | 4 de junio | 14:00    |
| Gimnasia y Esgrima (LP) | 1 - 2     | Banfield            | Del Bosque             | 4 de junio | 16:00    |
| Belgrano                | 1 - 2     | Arsenal             | Mario Alberto Kempes   | 4 de junio | 16:15    |
| Olimpo                  | 3 - 1     | Huracán             | Roberto N. Carminatti  | 4 de junio | 17:00    |
| Atlético Tucumán        | 1 - 2     | San Martín (SJ)     | Monumental José Fierro | 4 de junio | 18:30    |
| Boca Juniors            | 3 - 0     | Independiente       | La Bombonera           | 4 de junio | 19:00    |
| Quilmes                 | 0 - 1     | Patronato           | Centenario             | 5 de junio | 19:00    |
| Racing Club             | 1 - 1     | Aldosivi            | El Cilindro            | 5 de junio | 21:15    |

| Fecha 28            | Fecha 28  | Fecha 28                | Fecha 28                    | Fecha 28    | Fecha 28 |
| Local               | Resultado | Visitante               | Estadio                     | Fecha       | Hora     |
| ------------------- | --------- | ----------------------- | --------------------------- | ----------- | -------- |
| Colón               | 2 - 1     | San Lorenzo             | Brigadier Estanislao López  | 15 de junio | 21:30    |
| San Martín (SJ)     | 0 - 1     | Temperley               | Ingeniero Hilario Sánchez   | 16 de junio | 17:45    |
| Huracán             | 1 - 0     | Unión                   | Tomas A. Ducó               | 16 de junio | 19:00    |
| Talleres (C)        | 0 - 1     | Gimnasia y Esgrima (LP) | Mario Alberto Kempes        | 16 de junio | 20:00    |
| Banfield            | 3 - 1     | Rosario Central         | Florencio Sola              | 16 de junio | 21:15    |
| Arsenal             | 1 - 2     | Godoy Cruz              | El Viaducto                 | 17 de junio | 14:00    |
| Estudiantes (LP)    | 2 - 0     | Belgrano                | Centenario                  | 17 de junio | 16:15    |
| Atlético de Rafaela | 1 - 1     | Quilmes                 | Nuevo Monumental            | 17 de junio | 17:15    |
| Aldosivi            | 0 - 4     | Boca Juniors            | José María Minella          | 17 de junio | 17:45    |
| Vélez Sarsfield     | 5 - 1     | Sarmiento (J)           | José Amalfitani             | 17 de junio | 19:30    |
| Newell's Old Boys   | 1 - 1     | Lanús                   | Marcelo Bielsa              | 18 de junio | 14:00    |
| Patronato           | 0 - 2     | Tigre                   | Presbítero Bartolomé Grella | 18 de junio | 14:45    |
| Independiente       | 1 - 1     | Olimpo                  | Libertadores de América     | 18 de junio | 16:15    |
| Defensa y Justicia  | 3 - 0     | Atlético Tucumán        | Norberto Tomaghello         | 18 de junio | 17:00    |
| River Plate         | 2 - 3     | Racing Club             | Monumental                  | 18 de junio | 17:15    |

| Fecha 29                | Fecha 29  | Fecha 29            | Fecha 29               | Fecha 29    | Fecha 29 |
| Local                   | Resultado | Visitante           | Estadio                | Fecha       | Hora     |
| ----------------------- | --------- | ------------------- | ---------------------- | ----------- | -------- |
| San Lorenzo             | 1 - 0     | Banfield            | Nuevo Gasómetro        | 20 de junio | 18:00    |
| Gimnasia y Esgrima (LP) | 2 - 0     | San Martín (SJ)     | Del Bosque             | 20 de junio | 19:00    |
| Rosario Central         | 3 - 3     | Talleres (C)        | Gigante de Arroyito    | 20 de junio | 21:15    |
| Quilmes                 | 2 - 2     | Arsenal             | Centenario             | 21 de junio | 17:00    |
| Temperley               | 2 - 3     | Defensa y Justicia  | Alfredo Beranger       | 21 de junio | 18:30    |
| Racing Club             | 1 - 0     | Colón               | El Cilindro            | 21 de junio | 19:10    |
| Olimpo                  | 2 - 2     | Boca Juniors        | Roberto N. Carminatti  | 21 de junio | 19:45    |
| River Plate             | 1 - 0     | Aldosivi            | Monumental             | 21 de junio | 21:30    |
| Belgrano                | 2 - 1     | Newell's Old Boys   | Mario Alberto Kempes   | 22 de junio | 15:00    |
| Sarmiento (J)           | 1 - 3     | Patronato           | Eva Perón              | 22 de junio | 17:10    |
| Lanús                   | 2 - 0     | Huracán             | Ciudad de Lanús        | 22 de junio | 17:10    |
| Tigre                   | 1 - 0     | Atlético de Rafaela | Monumental de Victoria | 22 de junio | 19:20    |
| Godoy Cruz              | 0 - 2     | Estudiantes (LP)    | Malvinas Argentinas    | 22 de junio | 19:20    |
| Unión                   | 0 - 3     | Independiente       | 15 de Abril            | 22 de junio | 21:30    |
| Atlético Tucumán        | 1 - 1     | Vélez Sarsfield     | Monumental José Fierro | 22 de junio | 21:30    |

| Fecha 30            | Fecha 30  | Fecha 30                | Fecha 30                    | Fecha 30    | Fecha 30 |
| Local               | Resultado | Visitante               | Estadio                     | Fecha       | Hora     |
| ------------------- | --------- | ----------------------- | --------------------------- | ----------- | -------- |
| Defensa y Justicia  | 1 - 0     | Gimnasia y Esgrima (LP) | Norberto Tomaghello         | 24 de junio | 16:00    |
| San Martín (SJ)     | 1 - 1     | Rosario Central         | Ingeniero Hilario Sánchez   | 24 de junio | 19:00    |
| Boca Juniors        | 2 - 1     | Unión                   | La Bombonera                | 25 de junio | 16:15    |
| Atlético de Rafaela | 2 - 3     | Sarmiento (J)           | Nuevo Monumental            | 25 de junio | 17:00    |
| Banfield            | 1 - 3     | Racing Club             | Florencio Sola              | 25 de junio | 19:10    |
| Colón               | 0 - 0     | River Plate             | Brigadier Estanislao López  | 25 de junio | 20:00    |
| Patronato           | 1 - 1     | Atlético Tucumán        | Presbítero Bartolomé Grella | 26 de junio | 18:00    |
| Arsenal             | 2 - 1     | Tigre                   | El Viaducto                 | 26 de junio | 18:00    |
| Aldosivi            | 0 - 3     | Olimpo                  | José María Minella          | 26 de junio | 20:15    |
| Huracán             | 0 - 0     | Belgrano                | Tomas A. Ducó               | 26 de junio | 20:15    |
| Vélez Sarsfield     | 0 - 0     | Temperley               | José Amalfitani             | 26 de junio | 20:15    |
| Estudiantes (LP)    | 1 - 0     | Quilmes                 | El Viaducto                 | 27 de junio | 18:00    |
| Newell's Old Boys   | 0 - 2     | Godoy Cruz              | Marcelo Bielsa              | 27 de junio | 18:00    |
| Independiente       | 1 - 1     | Lanús                   | Libertadores de América     | 27 de junio | 20:30    |
| Talleres (C)        | 1 - 1     | San Lorenzo             | Mario Alberto Kempes        | 27 de junio | 20:30    |

| 1. 2. 3. 4. 5. 6. |

## Clasificación a la Copa Libertadores 2018
Argentina tuvo 7 cupos en la Copa Libertadores 2018, los 6 primeros clasificados a la fase de grupos y el séptimo a la fase 2. Ellos fueron:
- Argentina 1: Independiente, campeón de la Copa Sudamericana 2017.[33]
- Argentina 2: Boca Juniors, campeón del torneo.
- Argentina 3: River Plate, subcampeón.
- Argentina 4: Atlético Tucumán, subcampeón de la Copa Argentina 2016-17.[34]
- Argentina 5: Estudiantes de La Plata, tercer puesto del torneo.
- Argentina 6: Racing Club, cuarto puesto.
- Argentina 7: Banfield, quinto puesto.

## Clasificación a la Copa Sudamericana 2018
Los 6 cupos asignados en la Copa Sudamericana 2018 fueron:
- Argentina 1: San Lorenzo, séptimo puesto del torneo.
- Argentina 2: Lanús, octavo puesto.
- Argentina 3: Newell's Old Boys, noveno puesto.
- Argentina 4: Defensa y Justicia, décimo puesto.
- Argentina 5: Colón, undécimo puesto.
- Argentina 6: Rosario Central, duodécimo puesto

## Descensos y ascensos
Al finalizar la temporada, descendieron Aldosivi, Atlético de Rafaela, Quilmes y Sarmiento de Junín, por ocupar los cuatro últimos puestos en la tabla de promedios, y se produjo el ascenso de Argentinos Juniors y Chacarita Juniors, campeón y subcampeón, respectivamente, del campeonato 2016-17 de la Primera B Nacional. De esta manera, el número de participantes para el siguiente torneo disminuyó a 28.

## Goleadores
| Jugador           | Equipo            | Goles | Jugada | Cabeza | T. libre | Penal | PJ |
| ----------------- | ----------------- | ----- | ------ | ------ | -------- | ----- | -- |
| Darío Benedetto   | Boca Juniors      | 21    | 18     | 2      | 0        | 1     | 25 |
| Sebastián Driussi | River Plate       | 17    | 12     | 3      | 0        | 2     | 27 |
| José Sand         | Lanús             | 15    | 7      | 2      | 0        | 6     | 29 |
| Mariano Pavone    | Vélez Sarsfield   | 13    | 10     | 0      | 0        | 3     | 27 |
| Ignacio Scocco    | Newell's Old Boys | 12    | 9      | 0      | 0        | 3     | 25 |
| Lucas Alario      | River Plate       | 12    | 7      | 2      | 0        | 3     | 26 |
| Carlos Luna       | Tigre             | 12    | 3      | 4      | 0        | 5     | 29 |

- Fuentes:
  - FIFA.com-Argentina Primera A: Goleadores Archivado el 12 de marzo de 2016 en Wayback Machine.

## Entrenadores
| Listado de entrenadores                        | Listado de entrenadores       | Listado de entrenadores |
| Equipo                                         | Entrenador/es                 | Fechas                  |
| ---------------------------------------------- | ----------------------------- | ----------------------- |
| Aldosivi                                       | Fernando Quiroz               | 1.ª a 8.ª               |
| Aldosivi                                       | Darío Franco                  | 9.ª a 23.ª              |
| Aldosivi                                       | Wálter Perazzo                | 24.ª a 30.ª             |
| Arsenal                                        | Sergio Rondina                | 1.ª a 9.ª               |
| Arsenal                                        | Lucas Bernardi                | 10.ª a 14.°             |
| Arsenal                                        | Humberto Grondona             | 15.ª a 30.ª             |
| Atlético de Rafaela                            | Juan Manuel Llop              | 1.ª a 30.ª              |
| Atlético Tucumán                               | Juan Manuel Azconzábal        | 1.ª a 10.ª              |
| Atlético Tucumán                               | Luciano Precone (interino)    | 11.ª a 14.°             |
| Atlético Tucumán                               | Pablo Lavallén                | 15.ª a 28.ª             |
| Atlético Tucumán                               | Diego Erroz (interino)        | 29.ª                    |
| Atlético Tucumán                               | Ricardo Zielinski             | 30.ª                    |
| Banfield                                       | Julio César Falcioni          | 1.ª a 30.ª              |
| Belgrano                                       | Esteban González              | 1.ª a 10.ª              |
| Belgrano                                       | Leonardo Madelón              | 11.ª a 18.°             |
| Belgrano                                       | Sebastián Méndez              | 19.ª a 30.ª             |
| Boca Juniors                                   | Guillermo Barros Schelotto    | 1.ª a 30.ª              |
| Colón                                          | Paolo Montero                 | 1.ª a 14.ª              |
| Colón                                          | Eduardo Domínguez             | 15.ª a 30.ª             |
| Defensa y Justicia                             | Ariel Holan                   | 1.ª a 9.ª               |
| Defensa y Justicia                             | Sebastián Beccacece           | 10.ª a 30.ª             |
| Estudiantes (LP)                               | Nelson Vivas                  | 1.ª a 27.ª              |
| Estudiantes (LP)                               | Leandro Benítez (interino)    | 28.ª a 30.ª             |
| Gimnasia y Esgrima (LP)                        | Gustavo Alfaro                | 1.ª a 24.ª              |
| Gimnasia y Esgrima (LP)                        | Mariano Messera (interino)    | 25.ª a 30.ª             |
| Godoy Cruz                                     | Sebastián Méndez              | 1.ª a 14.ª              |
| Godoy Cruz                                     | Lucas Bernardi                | 15.ª a 30.ª             |
| Huracán                                        | Eduardo Domínguez             | 1.ª a 4.ª               |
| Huracán                                        | Ricardo Caruso Lombardi       | 5.ª a 12.ª              |
| Huracán                                        | Néstor Apuzzo (interino)      | 13.ª y 14.ª             |
| Huracán                                        | Juan Manuel Azconzábal        | 15.ª a 30.ª             |
| Independiente                                  | Gabriel Milito                | 1.ª a 14.ª              |
| Independiente                                  | Ariel Holan                   | 15.ª a 30.ª             |
| Lanús                                          | Jorge Almirón                 | 1.ª a 30.ª              |
| Newell's Old Boys                              | Diego Osella                  | 1.ª a 27.ª              |
| Newell's Old Boys                              | Juan Pablo Vojvoda            | 28.ª a 30.ª             |
| Olimpo                                         | Cristian Díaz                 | 1.ª a 12.ª              |
| Olimpo                                         | Juan Barbas (interino)        | 13.ª y 14.ª             |
| Olimpo                                         | Mario Sciacqua                | 15.ª a 30.ª             |
| Patronato                                      | Rubén Forestello              | 1.ª a 30.ª              |
| Quilmes                                        | Alfredo Grelak                | 1.ª a 18ª               |
| Quilmes                                        | Leonardo Lemos (interino)     | 19.ª                    |
| Quilmes                                        | Cristian Díaz                 | 20.ª a 30.ª             |
| Racing Club                                    | Claudio Úbeda (interino)      | 1.ª                     |
| Racing Club                                    | Ricardo Zielinski             | 2.ª a 14.ª              |
| Racing Club                                    | Diego Cocca                   | 15.ª a 30.ª             |
| River Plate                                    | Marcelo Gallardo              | 1.ª a 30.ª              |
| Rosario Central                                | Eduardo Coudet                | 1.ª a 13.ª              |
| Rosario Central                                | Leonardo Fernández (interino) | 14.ª                    |
| Rosario Central                                | Paolo Montero                 | 15.ª a 30.ª             |
| San Lorenzo                                    | Diego Aguirre                 | 1.ª a 30.ª              |
| San Martín (SJ)                                | Pablo Lavallén                | 1.ª a 11.ª              |
| San Martín (SJ)                                | Hugo Garelli (interino)       | 12.ª a 14.ª             |
| San Martín (SJ)                                | Néstor Gorosito               | 15.ª a 30.ª             |
| Sarmiento (J)                                  | Gabriel Schürrer              | 1.ª a 8.ª               |
| Sarmiento (J)                                  | Juan Carlos Pires (interino)  | 9.ª                     |
| Sarmiento (J)                                  | Jorge Burruchaga              | 10.ª a 14.°             |
| Sarmiento (J)                                  | Fernando Quiroz               | 15.ª a 30.ª             |
| Talleres (C)                                   | Frank Darío Kudelka           | 1.ª a 30.ª              |
| Temperley                                      | Carlos Mayor                  | 1.ª a 9.ª               |
| Temperley                                      | Gustavo Álvarez               | 10.ª a 30.ª             |
| Tigre                                          | Pedro Troglio                 | 1.ª a 16.ª              |
| Tigre                                          | Facundo Sava                  | 17.ª a 27.ª             |
| Tigre                                          | Ricardo Caruso Lombardi       | 28.ª a 30.ª             |
| Unión                                          | Leonardo Madelón              | 1.ª a 8.ª               |
| Unión                                          | Juan Pablo Pumpido            | 9.ª a 21.ª              |
| Unión                                          | Eduardo Magnín (interino)     | 22.ª                    |
| Unión                                          | Pablo Marini                  | 23.ª a 29.ª             |
| Unión                                          | Eduardo Magnín (interino)     | 30.ª                    |
| Vélez Sarsfield                                | Christian Bassedas            | 1.ª a 4.ª               |
| Vélez Sarsfield                                | Alberto Fanesi (interino)     | 5.ª                     |
| Vélez Sarsfield                                | Omar De Felippe               | 6.ª a 30.ª              |
| 1. 2. 3. 4. 5. 6. 7. 8. 9. 10. 11. 12. 13. 14. |                               |                         |